# Albert Riera
Pour les articles homonymes, voir Riera.
Albert Riera Ortega, né le 15 avril 1982 à Manacor dans les îles Baléares, est un footballeur international espagnol jouant au poste de milieu gauche, reconverti en entraîneur.

## Biographie

### Carrière de joueur
Ce milieu gauche commence sa carrière au Real Majorque, remportant la Coupe du Roi en 2003 avec Samuel Eto'o. À l'été 2003, Albert Riera est transféré aux Girondins de Bordeaux, où il joue durant deux saisons.
En 2005, il retourne en Espagne, à l'Espanyol Barcelone. Cependant lors du mercato d'hiver, il est prêté, en janvier 2006, à Manchester City et fait ses grands débuts en Premier League dans le derby mancunien contre Manchester United, gagné 3-1 par les Citizens. Mais à la fin de la saison, le club ne lève pas l'option d'achat et Riera retourne à l'Espanyol Barcelone pour la saison 2006-2007. Lors de cette même saison, il atteint la finale de la Coupe de l'UEFA, où il marque un but, néanmoins insuffisant car son club perd contre le FC Séville lors de la séance des tirs au but.
Le 13 octobre 2007, il reçoit sa première sélection en équipe d'Espagne lors du match Danemark-Espagne (1-3), où il marque un superbe but, depuis l'extérieur de la surface.
Lors de l'été 2008, il rejoint le club anglais de Liverpool. En 2010, il quitte les bords de la Mersey et signe un contrat de quatre ans en faveur du club grec de l'Olympiakos. Puis en septembre 2011, il s'engage en faveur du club turc de Galatasaray en paraphant un contrat de quatre ans. Il joue très peu lors de sa première saison en Turquie et marque un but. Pour sa deuxième saison le coach Fatih Terim décide de le faire jouer arrière gauche. En enchaînant de bonnes performances, il joue plus souvent. Le 28 janvier 2014, en raison de l'application d'une nouvelle loi sur le quota d'étrangers accepté par équipe dans le championnat turc, il résilie son contrat.
Le 20 février 2014, il s'engage avec le Metalist Kharkiv. Mais juste après son arrivée, à la suite de la Crise de Crimée, le président du club, Sergueï Kurchenko, quitte ses fonctions et les joueurs étrangers sont libérés de leur contrat,,.
Le 24 mars 2014, il s'engage avec le club italien de l'Udinese. Le contrat sera effectif à partir du 1er juillet 2014. En attendant, il est prêté le 27 mars à Watford, club qui appartient à Giampaolo Pozzo, également propriétaire de l'Udinese. Fin novembre 2014, il résilie son contrat.

### Carrière d'entraîneur
Albert Riera obtient sa licence UEFA Pro en juin 2019. En août 2020, il rejoint le staff de Galatasaray comme entraîneur adjoint de Fatih Terim. Il le retrouve après avoir évolué sous ses ordres lors de son passage au club en tant que joueur. Après y avoir connu une expérience riche et convaincante et considérant Terim comme le meilleur entraîneur de Turquie de tous les temps, il lui tenait à cœur de lancer sa carrière d'entraîneur au sein du club stambouliote. Au terme de la saison, Galatasray termine deuxième de Spor Toto Süper Lig, à égalité de points avec le champion à la différence de buts, Beşiktaş JK.
Quittant le club au terme de l'exercice 2020-2021, il y fait son retour, de nouveau en tant qu'entraîneur adjoint, quand son compatriote Domènec Torrent y est nommé entraîneur principal en janvier 2022. Le club vit alors une saison difficile, qui le voit terminer 13e de son championnat.
En juillet 2022, il lance sa carrière d'entraîneur principal en rejoignant le NK Olimpija Ljubljana. Lors de sa présentation à la presse, un groupe de supporters cagoulés fait irruption dans la salle pour protester contre l'instabilité régnant au sein du club. Albert Riera est alors le dix-neuvième entraîneur des Vert et Blanc depuis 2015. Il réalise le doublé championnat et coupe dès sa première saison en Slovénie. N'ayant pas trouvé de terrain d'entente avec Ljublajana pour poursuivre leur coopération, il rejoint le NK Celje en vue de la saison 2023-2024.
Un accord est trouvé entre les Girondins de Bordeaux et Celje le 9 octobre 2023. Il quitte la Slovénie alors qu'il est leader du championnat pour le treizième de Ligue 2. Il quitte le club en juillet 2024 alors que le club est rétrogradé par la DNCG en National et en proie à des difficultés financières.

## Palmarès

### En tant que joueur
- 16 sélections et 4 buts en équipe d'Espagne
- Vainqueur de la Coupe du Roi en 2003 avec le Real Majorque
- Vainqueur de la Coupe du Roi en 2006 avec l'Espanyol Barcelone
- Finaliste de la Coupe UEFA en 2007 avec l'Espanyol Barcelone
- Champion de Grèce en 2011 avec l'Olympiakos
- Champion de Turquie en 2012 et 2013 avec Galatasaray
- Vainqueur de la Supercoupe de Turquie en 2012 et 2013 avec Galatasaray

### En tant qu'entraîneur
NK Olimpija Ljubljana
- Championnat de Slovénie
  - Champion en 2023
- Coupe de Slovénie
  - Vainqueur en 2023